# مارتن لوريلو
مارتن جوي لوريلو (بالألمانية: Martin Laurello)‏ أو مارتين إميرلينغ ولد سنة 1886 بألمانيا، وتوفي سنة 1955) كان رجل سيرك ومدرب كلاب ألماني، ٱشتهر بقدرته على لف رأسه 180 درجة تماما مثل طائر البوم لذلك أطلق عليه ٱسم الإنسان البومة